# Campeonato Brasileiro Série A
Campeonato Brasileiro Série A – najwyższa piłkarska klasa rozgrywkowa w Brazylii.
Istnieje od 1971 roku, jednak w 2010 roku Brazylijska Konfederacja Piłki Nożnej (CBF) uznała za krajowe mistrzostwa również dziesięć edycji wcześniejszych rozgrywek Taça do Brasil (1959–1968) oraz cztery edycje Taça Roberto Gomes Pedrosa (1967–1970), zaś w 2023 roku także turniej Copa dos Campeões Estaduais (1937).
Obecnie gra w niej 20 klubów, przy czym cztery najsłabsze spadają do drugiej ligi (Campeonato Brasileiro Série B) i zastępowane są przez cztery najlepsze kluby drugoligowe.

## Format rozgrywek
Mistrzostwa Brazylii słyną z tego, że ich zasady zmieniały się z sezonu na sezon (a niekiedy i w trakcie sezonu). Główną przyczyną tego była chęć uratowania najbardziej cenionych klubów przed spadkiem (szczególnie w roku 1993, 1996 i 2000), czasami był to skutek procesów sądowych zainicjowanych przez kluby pragnące uniknięcia spadku (w roku 1997 i 2000).
Od roku 2003 system rozgrywek jest bardzo przejrzysty – kluby grają ze sobą każdy z każdym mecz i rewanż, a o kolejności w tabeli (czyli także i o mistrzostwie) decyduje liczba zdobytych punktów.
W roku 2005 każdy klub rozegrał 21 meczów u siebie i tyle samo na wyjeździe, co dało łącznie 42 mecze w całym sezonie. Mistrz i wicemistrz automatycznie zakwalifikowali się do Copa Libertadores 2006. Trzeci i czwarty w tabeli zespół musiały jeszcze przejść przez eliminacje. Mistrz Brazylii oraz kluby, które zajęły miejsca od 5 do 11 uzyskały prawo gry w Copa Sudamericana. Cztery ostatnie w tabeli kluby (miejsca 19-22) spadły do drugiej ligi brazylijskiej zwanej Série B.
Sezon najwyższej ligi brazylijskiej na ogół trwa od kwietnia lub maja do grudnia.
Najlepsze brazylijskie kluby kwalifikują się do międzynarodowych rozgrywek Copa Libertadores i Copa Sudamericana (port. Copa Sul-Americana).

## Aktualny skład
|  |  | Klub                | Miasto            | Stan              | Założenie | Stadion                                    | Pojemność     | Kraj       | Trener             | Od         |
|  |  | ------------------- | ----------------- | ----------------- | --------- | ------------------------------------------ | ------------- | ---------- | ------------------ | ---------- |
|  |  | Atlético Mineiro    | Belo Horizonte    | Minas Gerais      | 1908      | Arena MRV                                  | 42 590 miejsc | Brazylia   | Cuca               | od 01/2025 |
|  |  | Bahia               | Salvador          | Bahia             | 1931      | Arena Fonte Nova                           | 50 025 miejsc | Brazylia   | Rogério Ceni       | od 09/2023 |
|  |  | Botafogo            | Rio de Janeiro    | Rio de Janeiro    | 1904      | Engenhão (Nilton Santos)                   | 50 025 miejsc | Portugalia | Renato Paiva       | od 02/2025 |
|  |  | Ceará               | Fortaleza         | Ceará             | 1914      | Castelão (Governador Plácido Castelo)      | 63 904 miejsc | Brazylia   | Léo Condé          | od 06/2024 |
|  |  | Corinthians         | São Paulo         | São Paulo         | 1910      | Neo Química Arena                          | 47 605 miejsc | Argentyna  | Ramón Díaz         | od 07/2024 |
|  |  | Cruzeiro            | Belo Horizonte    | Minas Gerais      | 1921      | Mineirão (Governador Magalhães Pinto)      | 61 927 miejsc | Portugalia | Leonardo Jardim    | od 02/2025 |
|  |  | Flamengo            | Rio de Janeiro    | Rio de Janeiro    | 1895      | Maracanã (Jornalista Mário Filho)          | 78 838 miejsc | Brazylia   | Filipe Luís        | od 09/2024 |
|  |  | Fluminense          | Rio de Janeiro    | Rio de Janeiro    | 1902      | Maracanã (Jornalista Mário Filho)          | 78 838 miejsc | Brazylia   | Renato Gaúcho      | od 04/2025 |
|  |  | Fortaleza           | Fortaleza         | Ceará             | 1918      | Castelão (Governador Plácido Castelo)      | 63 904 miejsc | Argentyna  | Juan Pablo Vojvoda | od 05/2021 |
|  |  | Grêmio              | Porto Alegre      | Rio Grande do Sul | 1903      | Arena do Grêmio                            | 60 540 miejsc | Boliwia    | Gustavo Quinteros  | od 01/2025 |
|  |  | Internacional       | Porto Alegre      | Rio Grande do Sul | 1909      | Beira-Rio                                  | 50 842 miejsc | Brazylia   | Roger Machado      | od 07/2024 |
|  |  | Juventude           | Caxias do Sul     | Rio Grande do Sul | 1913      | Alfredo Jaconi                             | 19 924 miejsc | Brazylia   | Fábio Matias       | od 10/2024 |
|  |  | Mirassol            | Mirassol          | São Paulo         | 1925      | Campos Maia                                | 15 000 miejsc | Brazylia   | Rafael Guanaes     | od 03/2025 |
|  |  | Palmeiras           | São Paulo         | São Paulo         | 1914      | Allianz Parque                             | 43 713 miejsc | Portugalia | Abel Ferreira      | od 11/2020 |
|  |  | Red Bull Bragantino | Bragança Paulista | São Paulo         | 1928      | Nabi Abi Chedid                            | 15 010 miejsc | Brazylia   | Fernando Seabra    | od 10/2024 |
|  |  | Santos              | Santos            | São Paulo         | 1912      | Vila Belmiro (Urbano Caldeira)             | 20 360 miejsc | Portugalia | Pedro Caixinha     | od 05/2021 |
|  |  | São Paulo           | São Paulo         | São Paulo         | 1930      | Morumbi (Cícero Pompeu de Toledo)          | 77 011 miejsc | Argentyna  | Luis Zubeldía      | od 04/2024 |
|  |  | Sport Recife        | Recife            | Pernambuco        | 1905      | Ilha do Retiro (Adelmar da Costa Carvalho) | 32 500 miejsc | Portugalia | Pepa               | od 09/2024 |
|  |  | Vasco da Gama       | Rio de Janeiro    | Rio de Janeiro    | 1898      | São Januário                               | 24 584 miejsc | Brazylia   | Fábio Carille      | od 01/2025 |
|  |  | Vitória             | Salvador          | Bahia             | 1899      | Barradão (Manoel Barradas)                 | 30 793 miejsc | Brazylia   | Thiago Carpini     | od 05/2024 |

## Triumfatorzy
| 1937       | Atlético Mineiro (1)       | brak                       | Fluminense                 | Paulista                   | Atlético Mineiro           | 8                          | Floriano                   | Atlético Mineiro           |                            |
|            | nie rozgrywano (1938–1958) | nie rozgrywano (1938–1958) | nie rozgrywano (1938–1958) | nie rozgrywano (1938–1958) | nie rozgrywano (1938–1958) | nie rozgrywano (1938–1958) | nie rozgrywano (1938–1958) | nie rozgrywano (1938–1958) | nie rozgrywano (1938–1958) |
| 1959       | Bahia (1)                  | 3–2                        | Santos                     | Léo Briglia                | Bahia                      | 8                          | Carlos Volante             | Bahia                      |                            |
| 1959       | Bahia (1)                  | 0–2                        | Santos                     | Léo Briglia                | Bahia                      | 8                          | Carlos Volante             | Bahia                      |                            |
| 1959       | Bahia (1)                  | 3–1                        | Santos                     | Léo Briglia                | Bahia                      | 8                          | Carlos Volante             | Bahia                      |                            |
| 1960       | Palmeiras (1)              | 3–1                        | Fortaleza                  | Bececê                     | Fortaleza                  | 7                          | Osvaldo Brandão            | Palmeiras                  |                            |
| 1960       | Palmeiras (1)              | 8–2                        | Fortaleza                  | Bececê                     | Fortaleza                  | 7                          | Osvaldo Brandão            | Palmeiras                  |                            |
| 1961       | Santos (1)                 | 1–1                        | Bahia                      | Pelé                       | Santos                     | 9                          | Lula                       | Santos                     |                            |
| 1961       | Santos (1)                 | 5–1                        | Bahia                      | Pelé                       | Santos                     | 9                          | Lula                       | Santos                     |                            |
| 1962       | Santos (2)                 | 4–3                        | Botafogo                   | Coutinho                   | Santos                     | 7                          | Lula (2)                   | Santos                     |                            |
| 1962       | Santos (2)                 | 1–3                        | Botafogo                   | Coutinho                   | Santos                     | 7                          | Lula (2)                   | Santos                     |                            |
| 1962       | Santos (2)                 | 5–0                        | Botafogo                   | Coutinho                   | Santos                     | 7                          | Lula (2)                   | Santos                     |                            |
| 1963       | Santos (3)                 | 6–0                        | Bahia                      | Ruiter                     | Confiança                  | 9                          | Lula (3)                   | Santos                     |                            |
| 1963       | Santos (3)                 | 2–0                        | Bahia                      | Ruiter                     | Confiança                  | 9                          | Lula (3)                   | Santos                     |                            |
| 1964       | Santos (4)                 | 4–1                        | Flamengo                   | Gildo                      | Ceará                      | 8                          | Lula (4)                   | Santos                     |                            |
| 1964       | Santos (4)                 | 0–0                        | Flamengo                   | Gildo                      | Ceará                      | 8                          | Lula (4)                   | Santos                     |                            |
| 1965       | Santos (5)                 | 5–1                        | Vasco da Gama              | Bita                       | Náutico                    | 9                          | Lula (5)                   | Santos                     |                            |
| 1965       | Santos (5)                 | 1–0                        | Vasco da Gama              | Bita                       | Náutico                    | 9                          | Lula (5)                   | Santos                     |                            |
| 1966       | Cruzeiro (1)               | 6–2                        | Santos                     | Bita (2)                   | Náutico                    | 10                         | Ayrton Moreira             | Cruzeiro                   |                            |
| 1966       | Cruzeiro (1)               | 3–2                        | Santos                     | Toninho Guerreiro          | Santos                     | 10                         | Ayrton Moreira             | Cruzeiro                   |                            |
| 1967 (RGP) | Palmeiras (2)              | brak                       | Internacional              | Ademar Pantera             | Flamengo                   | 15                         | Aymoré Moreira             | Palmeiras                  |                            |
| 1967 (RGP) | Palmeiras (2)              | brak                       | Internacional              | César Maluco               | Palmeiras                  | 15                         | Aymoré Moreira             | Palmeiras                  |                            |
| 1967 (TB)  | Palmeiras (3)              | 3–1                        | Náutico                    | Chicletes                  | Treze                      | 9                          | Mário Travaglini           | Palmeiras                  |                            |
| 1967 (TB)  | Palmeiras (3)              | 1–2                        | Náutico                    | Chicletes                  | Treze                      | 9                          | Mário Travaglini           | Palmeiras                  |                            |
| 1967 (TB)  | Palmeiras (3)              | 2–0                        | Náutico                    | Chicletes                  | Treze                      | 9                          | Mário Travaglini           | Palmeiras                  |                            |
| 1968 (TB)  | Botafogo (1)               | 2–2                        | Fortaleza                  | Fernando Ferretti          | Botafogo                   | 7                          | Mário Zagallo              | Botafogo                   |                            |
| 1968 (TB)  | Botafogo (1)               | 4–0                        | Fortaleza                  | Fernando Ferretti          | Botafogo                   | 7                          | Mário Zagallo              | Botafogo                   |                            |
| 1968 (RGP) | Santos (6)                 | brak                       | Internacional              | Toninho Guerreiro (2)      | Santos                     | 18                         | Antoninho Fernandes        | Santos                     |                            |
| 1969       | Palmeiras (4)              | brak                       | Cruzeiro                   | Edu                        | America (RJ)               | 14                         | Rubens Minelli             | Palmeiras                  |                            |
| 1970       | Fluminense (1)             | brak                       | Palmeiras                  | Tostão                     | Cruzeiro                   | 12                         | Paulo Amaral               | Fluminense                 |                            |
| 1971       | Atlético Mineiro (2)       | brak                       | São Paulo                  | Dadá Maravilha             | Atlético Mineiro           | 15                         | Telê Santana               | Atlético Mineiro           |                            |
| 1972       | Palmeiras (5)              | 0–0                        | Botafogo                   | Dadá Maravilha (2)         | Atlético Mineiro           | 17                         | Osvaldo Brandão (2)        | Palmeiras                  |                            |
| 1972       | Palmeiras (5)              | 0–0                        | Botafogo                   | Pedro Rocha                | São Paulo                  | 17                         | Osvaldo Brandão (2)        | Palmeiras                  |                            |
| 1973       | Palmeiras (6)              | brak                       | São Paulo                  | Ramón                      | Santa Cruz                 | 21                         | Osvaldo Brandão (3)        | Palmeiras                  |                            |
| 1974       | Vasco da Gama (1)          | 2–1                        | Cruzeiro                   | Roberto Dinamite           | Vasco da Gama              | 16                         | Mário Travaglini (2)       | Vasco da Gama              |                            |
| 1975       | Internacional (1)          | 1–0                        | Cruzeiro                   | Flávio Minuano             | Internacional              | 16                         | Rubens Minelli (2)         | Internacional              |                            |
| 1976       | Internacional (2)          | 2–0                        | Corinthians                | Dadá Maravilha (3)         | Internacional              | 16                         | Rubens Minelli (3)         | Internacional              |                            |
| 1977       | São Paulo (1)              | 0–0 (3–2 k)                | Atlético Mineiro           | Reinaldo                   | Atlético Mineiro           | 28                         | Rubens Minelli (4)         | São Paulo                  |                            |
| 1978       | Guarani (1)                | 1–0                        | Palmeiras                  | Paulinho                   | Vasco da Gama              | 19                         | Carlos Alberto Silva       | Guarani                    |                            |
| 1978       | Guarani (1)                | 1–0                        | Palmeiras                  | Paulinho                   | Vasco da Gama              | 19                         | Carlos Alberto Silva       | Guarani                    |                            |
| 1979       | Internacional (3)          | 2–0                        | Vasco da Gama              | César                      | America (RJ)               | 13                         | Ênio Andrade               | Internacional              |                            |
| 1979       | Internacional (3)          | 2–1                        | Vasco da Gama              | César                      | America (RJ)               | 13                         | Ênio Andrade               | Internacional              |                            |
| 1980       | Flamengo (1)               | 0–1                        | Atlético Mineiro           | Zico                       | Flamengo                   | 21                         | Cláudio Coutinho           | Flamengo                   |                            |
| 1980       | Flamengo (1)               | 3–2                        | Atlético Mineiro           | Zico                       | Flamengo                   | 21                         | Cláudio Coutinho           | Flamengo                   |                            |
| 1981       | Grêmio (1)                 | 2–1                        | São Paulo                  | Nunes                      | Flamengo                   | 16                         | Ênio Andrade (2)           | Grêmio                     |                            |
| 1981       | Grêmio (1)                 | 1–0                        | São Paulo                  | Nunes                      | Flamengo                   | 16                         | Ênio Andrade (2)           | Grêmio                     |                            |
| 1982       | Flamengo (2)               | 1–1                        | Grêmio                     | Zico (2)                   | Flamengo                   | 21                         | Paulo César Carpegiani     | Flamengo                   |                            |
| 1982       | Flamengo (2)               | 0–0                        | Grêmio                     | Zico (2)                   | Flamengo                   | 21                         | Paulo César Carpegiani     | Flamengo                   |                            |
| 1982       | Flamengo (2)               | 1–0                        | Grêmio                     | Zico (2)                   | Flamengo                   | 21                         | Paulo César Carpegiani     | Flamengo                   |                            |
| 1983       | Flamengo (3)               | 1–2                        | Santos                     | Serginho Chulapa           | Santos                     | 22                         | Carlos Alberto Torres      | Flamengo                   |                            |
| 1983       | Flamengo (3)               | 3–0                        | Santos                     | Serginho Chulapa           | Santos                     | 22                         | Carlos Alberto Torres      | Flamengo                   |                            |
| 1984       | Fluminense (2)             | 1–0                        | Vasco da Gama              | Roberto Dinamite (2)       | Vasco da Gama              | 16                         | Carlos Alberto Parreira    | Fluminense                 |                            |
| 1984       | Fluminense (2)             | 0–0                        | Vasco da Gama              | Roberto Dinamite (2)       | Vasco da Gama              | 16                         | Carlos Alberto Parreira    | Fluminense                 |                            |
| 1985       | Coritiba (1)               | 1–1 (6–5 k)                | Bangu                      | Edmar                      | Guarani                    | 20                         | Ênio Andrade (3)           | Coritiba                   |                            |
| 1986       | São Paulo (2)              | 1–1                        | Guarani                    | Careca                     | São Paulo                  | 25                         | Pepe                       | São Paulo                  |                            |
| 1986       | São Paulo (2)              | 3–3 (4–3 k)                | Guarani                    | Careca                     | São Paulo                  | 25                         | Pepe                       | São Paulo                  |                            |
| 1987       | Sport Recife (1)           | 0–0                        | Guarani                    | Müller                     | São Paulo                  | 10                         | Jair Picerni               | Sport Recife               |                            |
| 1987       | Sport Recife (1)           | 1–0                        | Guarani                    | Müller                     | São Paulo                  | 10                         | Jair Picerni               | Sport Recife               |                            |
| 1988       | Bahia (2)                  | 2–1                        | Internacional              | Nílson                     | Internacional              | 15                         | Evaristo de Macedo         | Bahia                      |                            |
| 1988       | Bahia (2)                  | 0–0                        | Internacional              | Nílson                     | Internacional              | 15                         | Evaristo de Macedo         | Bahia                      |                            |
| 1989       | Vasco da Gama (2)          | 1–0                        | São Paulo                  | Túlio Maravilha            | Goiás                      | 11                         | Nelsinho Rosa              | Vasco da Gama              |                            |
| 1990       | Corinthians (1)            | 1–0                        | São Paulo                  | Charles                    | Bahia                      | 11                         | Nelsinho Baptista          | Corinthians                |                            |
| 1990       | Corinthians (1)            | 1–0                        | São Paulo                  | Charles                    | Bahia                      | 11                         | Nelsinho Baptista          | Corinthians                |                            |
| 1991       | São Paulo (3)              | 1–0                        | Bragantino                 | Paulinho McLaren           | Santos                     | 15                         | Telê Santana (2)           | São Paulo                  |                            |
| 1991       | São Paulo (3)              | 0–0                        | Bragantino                 | Paulinho McLaren           | Santos                     | 15                         | Telê Santana (2)           | São Paulo                  |                            |
| 1992       | Flamengo (4)               | 3–0                        | Botafogo                   | Bebeto                     | Vasco da Gama              | 18                         | Carlinhos                  | Flamengo                   |                            |
| 1992       | Flamengo (4)               | 2–2                        | Botafogo                   | Bebeto                     | Vasco da Gama              | 18                         | Carlinhos                  | Flamengo                   |                            |
| 1993       | Palmeiras (7)              | 1–0                        | Vitória                    | Guga                       | Santos                     | 14                         | Vanderlei Luxemburgo       | Palmeiras                  |                            |
| 1993       | Palmeiras (7)              | 2–0                        | Vitória                    | Guga                       | Santos                     | 14                         | Vanderlei Luxemburgo       | Palmeiras                  |                            |
| 1994       | Palmeiras (8)              | 3–1                        | Corinthians                | Márcio Amoroso             | Guarani                    | 19                         | Vanderlei Luxemburgo (2)   | Palmeiras                  |                            |
| 1994       | Palmeiras (8)              | 1–1                        | Corinthians                | Túlio Maravilha (2)        | Botafogo                   | 19                         | Vanderlei Luxemburgo (2)   | Palmeiras                  |                            |
| 1995       | Botafogo (2)               | 2–1                        | Santos                     | Túlio Maravilha (3)        | Botafogo                   | 23                         | Paulo Autuori              | Botafogo                   |                            |
| 1995       | Botafogo (2)               | 1–1                        | Santos                     | Túlio Maravilha (3)        | Botafogo                   | 23                         | Paulo Autuori              | Botafogo                   |                            |
| 1996       | Grêmio (2)                 | 0–2                        | Portuguesa                 | Paulo Nunes                | Grêmio                     | 16                         | Luiz Felipe Scolari        | Grêmio                     |                            |
| 1996       | Grêmio (2)                 | 2–0                        | Portuguesa                 | Renaldo                    | Atlético Mineiro           | 16                         | Luiz Felipe Scolari        | Grêmio                     |                            |
| 1997       | Vasco da Gama (3)          | 0–0                        | Palmeiras                  | Edmundo                    | Vasco da Gama              | 29                         | Antônio Lopes              | Vasco da Gama              |                            |
| 1997       | Vasco da Gama (3)          | 0–0                        | Palmeiras                  | Edmundo                    | Vasco da Gama              | 29                         | Antônio Lopes              | Vasco da Gama              |                            |
| 1998       | Corinthians (2)            | 2–2                        | Cruzeiro                   | Viola                      | Santos                     | 21                         | Vanderlei Luxemburgo (3)   | Corinthians                |                            |
| 1998       | Corinthians (2)            | 1–1                        | Cruzeiro                   | Viola                      | Santos                     | 21                         | Vanderlei Luxemburgo (3)   | Corinthians                |                            |
| 1998       | Corinthians (2)            | 2–0                        | Cruzeiro                   | Viola                      | Santos                     | 21                         | Vanderlei Luxemburgo (3)   | Corinthians                |                            |
| 1999       | Corinthians (3)            | 2–3                        | Atlético Mineiro           | Guilherme                  | Atlético Mineiro           | 28                         | Oswaldo de Oliveira        | Corinthians                |                            |
| 1999       | Corinthians (3)            | 2–0                        | Atlético Mineiro           | Guilherme                  | Atlético Mineiro           | 28                         | Oswaldo de Oliveira        | Corinthians                |                            |
| 1999       | Corinthians (3)            | 0–0                        | Atlético Mineiro           | Guilherme                  | Atlético Mineiro           | 28                         | Oswaldo de Oliveira        | Corinthians                |                            |
| 2000       | Vasco da Gama (4)          | 1–1                        | São Caetano                | Adhemar                    | São Caetano                | 22                         | Joel Santana               | Vasco da Gama              |                            |
| 2000       | Vasco da Gama (4)          | 1–1                        | São Caetano                | Magno Alves                | Fluminense                 | 20                         | Joel Santana               | Vasco da Gama              |                            |
| 2000       | Vasco da Gama (4)          | 3–1                        | São Caetano                | Dill                       | Goiás                      | 20                         | Joel Santana               | Vasco da Gama              |                            |
| 2000       | Vasco da Gama (4)          | 3–1                        | São Caetano                | Romário                    | Vasco da Gama              | 20                         | Joel Santana               | Vasco da Gama              |                            |
| 2001       | Athletico Paranaense (1)   | 4–2                        | São Caetano                | Romário (2)                | Vasco da Gama              | 21                         | Geninho                    | Athletico Paranaense       |                            |
| 2001       | Athletico Paranaense (1)   | 1–0                        | São Caetano                | Romário (2)                | Vasco da Gama              | 21                         | Geninho                    | Athletico Paranaense       |                            |
| 2002       | Santos (7)                 | 2–0                        | Corinthians                | Rodrigo Fabri              | Grêmio                     | 19                         | Emerson Leão               | Santos                     |                            |
| 2002       | Santos (7)                 | 3–2                        | Corinthians                | Luís Fabiano               | São Paulo                  | 19                         | Emerson Leão               | Santos                     |                            |
| 2003       | Cruzeiro (2)               | brak                       | Santos                     | Dimba                      | Goiás                      | 31                         | Vanderlei Luxemburgo (4)   | Cruzeiro                   |                            |
| 2004       | Santos (8)                 | brak                       | Athletico Paranaense       | Washington                 | Athletico Paranaense       | 34                         | Vanderlei Luxemburgo (5)   | Santos                     |                            |
| 2005       | Corinthians (4)            | brak                       | Internacional              | Romário (3)                | Vasco da Gama              | 22                         | Antônio Lopes (2)          | Corinthians                |                            |
| 2006       | São Paulo (4)              | brak                       | Internacional              | Souza                      | Goiás                      | 17                         | Muricy Ramalho             | São Paulo                  |                            |
| 2007       | São Paulo (5)              | brak                       | Santos                     | Josiel                     | Paraná                     | 20                         | Muricy Ramalho (2)         | São Paulo                  |                            |
| 2008       | São Paulo (6)              | brak                       | Grêmio                     | Keirrison                  | Coritiba                   | 21                         | Muricy Ramalho (3)         | São Paulo                  |                            |
| 2008       | São Paulo (6)              | brak                       | Grêmio                     | Kléber Pereira             | Santos                     | 21                         | Muricy Ramalho (3)         | São Paulo                  |                            |
| 2008       | São Paulo (6)              | brak                       | Grêmio                     | Washington (2)             | Fluminense                 | 21                         | Muricy Ramalho (3)         | São Paulo                  |                            |
| 2009       | Flamengo (5)               | brak                       | Internacional              | Adriano                    | Flamengo                   | 19                         | Andrade                    | Flamengo                   |                            |
| 2009       | Flamengo (5)               | brak                       | Internacional              | Diego Tardelli             | Atlético Mineiro           | 19                         | Andrade                    | Flamengo                   |                            |
| 2010       | Fluminense (3)             | brak                       | Cruzeiro                   | Jonas                      | Grêmio                     | 23                         | Muricy Ramalho (4)         | Fluminense                 |                            |
| 2011       | Corinthians (5)            | brak                       | Vasco da Gama              | Borges                     | Santos                     | 23                         | Tite                       | Corinthians                |                            |
| 2012       | Fluminense (4)             | brak                       | Atlético Mineiro           | Fred                       | Fluminense                 | 20                         | Abel Braga                 | Fluminense                 |                            |
| 2013       | Cruzeiro (3)               | brak                       | Grêmio                     | Éderson                    | Athletico Paranaense       | 21                         | Marcelo Oliveira           | Cruzeiro                   |                            |
| 2014       | Cruzeiro (4)               | brak                       | São Paulo                  | Fred (2)                   | Fluminense                 | 18                         | Marcelo Oliveira (2)       | Cruzeiro                   |                            |
| 2015       | Corinthians (6)            | brak                       | Atlético Mineiro           | Ricardo Oliveira           | Santos                     | 20                         | Tite (2)                   | Corinthians                |                            |
| 2016       | Palmeiras (9)              | brak                       | Santos                     | Fred (3)                   | Atlético Mineiro           | 14                         | Cuca                       | Palmeiras                  |                            |
| 2016       | Palmeiras (9)              | brak                       | Santos                     | William Pottker            | Ponte Preta                | 14                         | Cuca                       | Palmeiras                  |                            |
| 2016       | Palmeiras (9)              | brak                       | Santos                     | Diego Souza                | Sport Recife               | 14                         | Cuca                       | Palmeiras                  |                            |
| 2017       | Corinthians (7)            | brak                       | Palmeiras                  | Henrique Dourado           | Fluminense                 | 18                         | Fábio Carille              | Corinthians                |                            |
| 2017       | Corinthians (7)            | brak                       | Palmeiras                  | Jô                         | Corinthians                | 18                         | Fábio Carille              | Corinthians                |                            |
| 2018       | Palmeiras (10)             | brak                       | Flamengo                   | Gabriel Barbosa            | Santos                     | 18                         | Luiz Felipe Scolari (2)    | Palmeiras                  |                            |
| 2019       | Flamengo (6)               | brak                       | Santos                     | Gabriel Barbosa            | Flamengo                   | 25                         | Jorge Jesus                | Flamengo                   |                            |
| 2020       | Flamengo (7)               | brak                       | Internacional              | Claudinho                  | Red Bull Bragantino        | 18                         | Rogério Ceni               | Flamengo                   |                            |
| 2020       | Flamengo (7)               | brak                       | Internacional              | Luciano                    | São Paulo                  | 18                         | Rogério Ceni               | Flamengo                   |                            |
| 2021       | Atlético Mineiro (3)       | brak                       | Flamengo                   | Hulk                       | Atlético Mineiro           | 19                         | Cuca (2)                   | Atlético Mineiro           |                            |
| 2022       | Palmeiras (11)             | brak                       | Internacional              | Germán Cano                | Fluminense                 | 26                         | Abel Ferreira              | Palmeiras                  |                            |
| 2023       | Palmeiras (12)             | brak                       | Grêmio                     | Paulinho                   | Atlético Mineiro           | 20                         | Abel Ferreira (2)          | Palmeiras                  |                            |
| 2024       | Botafogo (3)               | brak                       | Palmeiras                  | Alerrandro                 | Vitória                    | 15                         | Artur Jorge                | Botafogo                   |                            |
| 2024       | Botafogo (3)               | brak                       | Palmeiras                  | Yuri Alberto               | Corinthians                | 15                         | Artur Jorge                | Botafogo                   |                            |

Legenda:
- pd – po dogrywce
- k – seria rzutów karnych

W kolumnie „mistrz” w nawiasie podano, który w swojej historii tytuł mistrzowski zdobył dany klub.

W kolumnie „zawodnik” w nawiasie podano, który w swojej karierze tytuł króla strzelców zdobył piłkarz.

W kolumnie „trener” w nawiasie podano, który w swojej karierze tytuł mistrza zdobył trener.

## Lista mistrzów Brazylii
| Klub                 | Stan              | Tytuły | Rok zwycięstwa                                                            |
| -------------------- | ----------------- | ------ | ------------------------------------------------------------------------- |
| Palmeiras            | São Paulo         | 12     | 1960*, 1967*, 1967^, 1969^, 1972, 1973, 1993, 1994, 2016, 2018, 2022,2023 |
| Santos               | São Paulo         | 8      | 1961*, 1962*, 1963*, 1964*, 1965*, 1968^, 2002, 2004                      |
| Corinthians Paulista | São Paulo         | 7      | 1990, 1998, 1999, 2005, 2011, 2015, 2017                                  |
| Flamengo             | Rio de Janeiro    | 7      | 1980, 1982, 1983, 1992, 2009, 2019, 2020                                  |
| São Paulo            | São Paulo         | 6      | 1977, 1986, 1991, 2006, 2007, 2008                                        |
| Cruzeiro             | Minas Gerais      | 4      | 1966*, 2003, 2013, 2014                                                   |
| Vasco                | Rio de Janeiro    | 4      | 1974, 1989, 1997, 2000                                                    |
| Fluminense           | Rio de Janeiro    | 4      | 1970^, 1984, 2010, 2012                                                   |
| Internacional        | Rio Grande do Sul | 3      | 1975, 1976, 1979                                                          |
| Atlético Mineiro     | Minas Gerais      | 2      | 1971, 2021                                                                |
| Bahia                | Bahia             | 2      | 1959*, 1988                                                               |
| Botafogo             | Rio de Janeiro    | 2      | 1968*, 1995                                                               |
| Grêmio               | Rio Grande do Sul | 2      | 1981, 1996                                                                |
| Guarani              | São Paulo         | 1      | 1978                                                                      |
| Athletico Paranaense | Parana            | 1      | 2001                                                                      |
| Coritiba             | Parana            | 1      | 1985                                                                      |
| Sport                | Pernambuco        | 1      | 1987                                                                      |

- * - Mistrzostwo zdobyte w erze Taça Brasil
- ^ - Mistrzostwo zdobyte w erze Torneio Roberto Gomes Pedrosa